# Luiza Pesjak
Luiza Pesjak (Ljubljana, 1828 — Ljubljana, 1898) bila je slovenačka pesnikinja, spisateljica i prevodilac. Jedna je od prvih i najznačajnijih slovenačkih književnica.

## Život
Luiza Pesjak (Lujiza Pesjakova) je slovenačka književnica rođena 1828. godine u Ljubljani u porodici čuvenog advokata Blaža Korbata. Njen otac je bio mentor čuvenom Francetu Prešernu, koji je jedno vreme radio u advokatskoj kancelariji Blaža Korbata. Zahvaljujući tome, Luiza se upoznala sa Francetom Prešernom, koji je uticao na njeno pesničko stvaralaštvo.. Pisala je poeziju, prozu, drame i bavila se prevođenjem. Svoja dela je pisala na nemačkom i slovenačkom. Nakon očeve smrti 1848. godine, Luiza se udala za bogatog trgovca Simeona Pesjaka sa kojim je imala pet ćerki. Jedno od najznačajnijih dela Luize Pesjak je roman „Beatin dnevnik“ koji je objavljen 1887. godine i koji se smatra prvim ženskim romanom slovenačke književnosti. Bila je veoma obrazovana, govorila je nekoliko svetskih jezika. Na osnovu njenog dela „Gorenjski slavček“ (1872) urađen je libreto za operu koja se smatra prvom slovenačkom operom.
Njen portret naslikao je čuveni slovenački slikar Mihail Stroj. Taj portret je kasnije objavljen na poštanskoj marki Jugoslavije.
Luiza Pesjak je umrla 1898. godine u Ljubljani.

## Objavljena dela

### Poezija
- „Kar ljubim“ (1864)
- „Vijolice“ (1885)

### Proza
- „Očetova ljubezen“ (Novice, 1864)
- „Dragotin“ (SG, 1864)
- „Rahela“ (LMS, 1870)
- „Beatin dnevnik“ (1887)

### Drame
- „Svitoslav zajček“ (1865)
- „Slovenija Vodniku“ (1866)
- „Na Koprivniku“ (1872)

### Operski libreto
- „Gorenjski slavček“ (1872)

### Memoari
- „Iz mojega detinstva“ (LZ,1886)

## Spoljašnje veze
- Slovenska biografija
- LUIZA PESJAKOVA documentary portrait You Tube
- Kotnik Vlado: „Opera as Anthropology: Anthropologists in Lyrical Settings“
- Alia Mundi magazin br. 4_ ISSUUE.COM Архивирано на веб-сајту  (23. фебруар 2023)